# Estación de El Pozo
Estación de El Pozo vasútállomás Spanyolországban, Madridban a Madrid–Barcelona-vasútvonalon. Része Madrid elővárosi vasúti közlekedésének, a Cercanías Madridnak.

## Kapcsolódó állomások
A vasútállomáshoz az alábbi állomások vannak a legközelebb:
- Vallecas (Guadalajara, Línea C-2, Línea C-8)
- Asamblea de Madrid-Entrevías (Línea C-2)
- Asamblea de Madrid-Entrevías (Estación de Cercedilla, Línea C-8)
- Asamblea de Madrid-Entrevías (Príncipe Pío, Línea C-7)
- Vallecas (Alcalá de Henares, Línea C-7)